# George Wein
George Wein (Lynn, 1925. október 3. – Manhattan, 2021. szeptember 13.) amerikai dzsesszzongorista, zenei producer.
George Wein hozta létre a Newport Dzsessz Fesztivált 1954-ben, amelyet minden nyáron megrendeznek a Rhode Island állambeli Newportban. 1972-ben a Newporti Dzsessz Fesztivál New Yorkba költözött, majd 1981-ben két helyszínes fesztivál lett (Newport és New York).

Pete Seegerrel és Theodore Bikellel társalapítója volt a Newport Folk Festivalnak is, és nagy szerepe volt a New Orleans Jazz and Heritage Festival létrehozásában.

## Pályafutása
Margareth Chaloff, Sam Sax és Teddy Wilson voltak zongoratanárai. Már fiatal korában pénzt keresett a dzsesszzenével. 1946-ban Max Kaminskyval, 1947-ben Edmond Hallal, 1948-ban Wild Bill Davisonnal, majd Jimmy McPartlanddel, Bobby Hackettel, Jo Jonesszal, Vic Dickensonnal és másokkal dolgozott.
1950-ben Bostonban dzsesszklubot és lemezkiadót indított Storyville-ben.
1954-től szervezte a Newport Jazz Festivált. 1964-től Ralf Schulte-Bahrenberggel és Joachim Ernst Berendttel részt vett a Berliner Jazztage megszervezésében. Emellett Bostonban folytatta a zenélést is. 1959-ben egy All Star zenekarral Európába látogatott.
Wein 95 éves korában halt meg.

## Albumok
- 1955: George Wein
- 1955: Wein, Women and Song
- 1959-60: Newport Jazz Festival All Stars: Buck Clayton, Bud Freeman, Vic Dickenson, Champ Jones, Jake Hanna, Pee Wee Russell
- 1960: Jazz at the Modern
- 1961: Midnight Concert in Paris
- 1961: George Wein & the Newport All-Stars
- 1967: George Wein Is Alive and Well in Mexico
- 1969: George Wein's Newport All-Stars
- 1969: Tribute to Duke
- 1984: The Newport Jazz Festival All Stars
- 1987: European Tour (Concord, 1987)[23]
- 1993: Swing That Music

## Díjak
- 1995: Patron of the Arts Award from the Studio Museum of Harlem
- 2004: Önéletrajza megkapta a Jazz Journalists Association díját a legjobb jazzről szóló könyv kategóriában (Magam többek között: Élet a zenében)
- 2004: AARP Impact Award díj
- 2005: NEA[6] Jazz Masters díj
- 2011: Bruce Lundvall-díj a Montreali Jazz Fesztiválon
- A francia Légion d'honneur kitüntetést és Commandeur de L'Ordre des Arts et kitüntetést kapott
- A Fehér Házban két amerikai elnök, Jimmy Carter 1978-ban és Bill Clinton 1993-ban tüntette ki a Fehér Házban
- A Berklee College of Music és a Rhode Island College of Music oklevele és a Carnegie Hall tiszteletbeli támogatója